# Michel Florent
Michel Florent, op, né Clovis François Florent le 27 mars 1902 à Lille et mort le 25 avril 1995 à Dijon, est un dominicain français qui fut prêtre à Léningrad (URSS) parvenant à maintenir en tant qu'administrateur apostolique la religion catholique dans la semi-clandestinité pendant une partie de la période stalinienne. Il travailla ensuite pour la résistance gaulliste à Radio Londres, puis poursuivit son œuvre pastorale à Alger à la fin de la période de l'Algérie française et enfin à Dijon.

## Biographie
François Florent naît dans une famille bourgeoise de Lille où il fait ses études au collège Saint-Joseph qu'il termine en 1918. Il entre ensuite à la faculté de philosophie de l'université catholique de Lille tout en devenant novice chez les dominicains. Il prend le nom de religion de Michel. Il est ordonné prêtre le 29 mai 1926 et termine sa thèse de théologie en 1929.

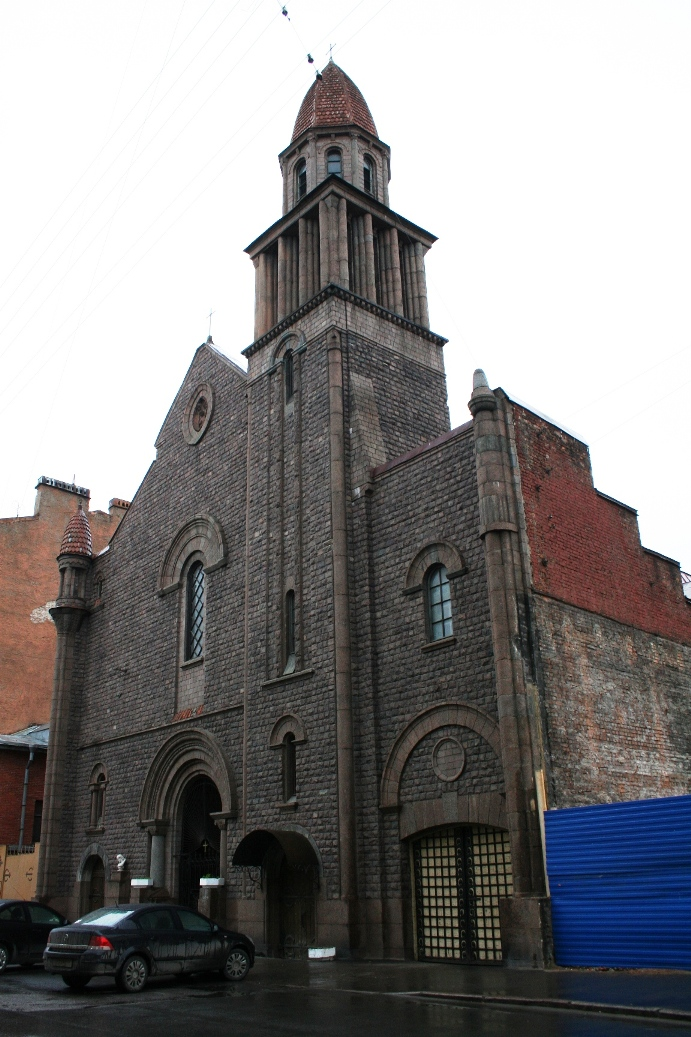
Façade de l'église ND-de-Lourdes en 2008

Ses supérieurs du couvent de Lille prennent la décision, le jour de Noël 1934, de l'envoyer à Léningrad (ex-Saint-Pétersbourg qui a retrouvé son nom aujourd'hui), afin d'aider le RP Jean Amoudru, op, qui est en Russie depuis presque trente ans et qui s'occupe des quelques rescapés de l'ancienne paroisse française à l'église Notre-Dame-de-Lourdes et célèbre la messe dans les quelques églises qui n'ont pas encore été fermées, comme à l'église Sainte-Catherine qui sera sécularisée en 1938. Les autres prêtres catholiques ont été pour la plupart déportés ou expulsés hors du pays. Le jeune dominicain de trente-deux ans arrive à Léningrad le 9 janvier 1935 et sert comme vicaire à Notre-Dame-de-Lourdes. Officiellement il a obtenu son visa pour pouvoir aider la petite centaine de citoyens français ou belges catholiques qui n'ont pu quitter la Russie, car trop âgés ou trop pauvres, après la Révolution d'Octobre. Il n'a officiellement pas le droit de communiquer avec des citoyens soviétiques et ne doit pas porter son habit dominicain en dehors de l'église.
Le RP Amoudru est consacré en secret évêque in partibus et nommé en secret administrateur apostolique de Léningrad et de sa région en avril 1935, succédant à Antoni Malecki, mais il est expulsé trois mois plus tard, lorsque les autorités l'apprennent. Michel Florent le remplace dans ses fonctions. C'est l'un des rares prêtres catholiques à demeurer en place dans cette période de purges staliniennes.
Le gouvernement de Vichy ayant rompu ses relations diplomatiques avec l'URSS après son entrée en guerre, le RP Florent doit - en tant que citoyen français - quitter Léningrad le 27 juillet 1941. Avant de partir, il confie ses affaires personnelles et les clefs de l'église Notre-Dame-de-Lourdes à l'organiste française Rose Souchal (qui était gouvernante et institutrice de français avant la révolution) qui organise une surveillance et ainsi sauve l'édifice du vandalisme. Il donne aussi en secret les pleins pouvoirs de l'administration apostolique à l'abbé Pawel Chomicz qui est fusillé en septembre 1942.
Le RP Florent gagne donc Téhéran puis Beyrouth, et travaille quelque temps à l'école biblique de Jérusalem tenue par les dominicains. Il rejoint le général de Gaulle et travaille à la radio d'Alger qui émet en France pour la résistance gaulliste. Il s'embarque pour Londres en 1943 et dirige de 1943 à 1944 les émissions de Radio Londres La France catholique parle. Il rejoint ensuite la France au débarquement allié et il est blessé. Il dirige ensuite un programme d'émissions radiodiffusées en latin en direction de la Pologne. Il demande à retourner auprès de ses paroissiens léningradois après la fin de la guerre, mais sa demande de visa lui est refusée.
Il demeure au couvent des dominicains de Lille de 1945 à 1953, puis est envoyé à Alger de 1953 à 1962, où il traverse tous les épisodes de la guerre d'Algérie. Il quitte Alger à l'été 1962 avec les rapatriés d'Afrique du Nord et s'installe au couvent des dominicains de Dijon. Il devient entre autres le directeur spirituel du couvent des carmélites de Dijon.
Ensuite devenu âgé, il s'installe chez des membres de sa famille à Dijon. Il y meurt le 25 avril 1995 et il est enterré au cimetière municipal de Dijon. Une partie des archives du P. Florent est consultable à la bibliothèque du Saulchoir des dominicains de Paris.

## Décorations
- Chevalier de la Légion d'honneur
- Chevalier de l'ordre de l'Aigle blanc (Pologne)
- Chevalier de l'ordre de Léopold (Belgique)